# Diamou
Diamou és un municipi de Mali, que conté 24 pobles a la regió de Kayes, a la riba esquerra del riu Senegal a mig camí entre Kayes i Bafoulabé. Hi passa una carretera i la línia fèrria Dakar-Bamako. El 20009 tenia 13.793 habitants.
Diamou formava l'extrem sud-est del regne de Logo. El 1884 el comandant superior del territori de l'Alt Senegal Antoine Combes va elegir la ciutat per concentrar les tropes, ja que era més saludable que Kayes, on en anys anteriors els soldats havien patit moltes malalties. Posteriorment es va fer servir per altres concentracions.